# Live in St. Johann
Live in St. Johann ist ein Musikalbum von Joëlle Léandre, Elisabeth Harnik und Zlatko Kaučič. Die am 3. März 2023 im Rahmen der Veranstaltungsreihe Musik Kultur St. Johann in der Alten Gerberei in St. Johann in Tirol entstandenen Aufnahmen erschienen am 14. Mai 2024 auf Fundacja Słuchaj.

## Hintergrund
Dieses Trio ist eine natürliche Weiterentwicklung mehrerer früherer Duo-Auftritte der beteiligten Musiker. Joëlle Léandre und Elisabeth Harnik veröffentlichten Tender Music (Trost, 2018), Harnik und Kaučič produzierten One Foot in the Air (Not Two, 2023), und Léandre und Kaučič sind als Duo auf Beauty/Resistance (Not Two, 2021) zu hören.

## Titelliste
- Joëlle Léandre/Elisabeth Harnik/Zlatko Kaučič: Live in St. Johann (Fundacja Słuchaj! FSR 13/2024)[2]

1. In St. Johann 1 17:05
2. In St. Johann 2 5:23
3. In St. Johann 3 4:51
4. In St. Johann 4 8:00
5. In St. Johann 5 11:36

Die Kompositionen stammen von Joëlle Léandre, Elisabeth Harnik und Zlatko Kaucic.

## Rezeption
Nach Ansicht von Mark Corroto, der das Album in All About Jazz rezensierte, rückt der makellose Klang des Albums den Zuhörer in die Mitte des Publikums. Das Konzert würde mit dem Klimpern von Harniks Klavier beginnen, dem Klappern der Perkussion und Joëlle Léandres dynamisch gestrichenem Kontrabass. Der 17-minütige Track verschwende keine Energie durch Zögern, da die drei von Anfang an harmonieren. Wie erwartet sei Léandres Bass der Treiber während des gesamten Konzerts, der die Sache beschleunige und den Impuls für Soli von Harnik und Kaučič liefere. Sogar ihre wortlosen Vokalisationen, die ihren Bass begleiten, würden aufrührerisch klingen. Sowohl Harniks als auch Kaučičs Reaktionen seien genau richtig, indem sie entweder Leandres Spiel betonen oder in eine neue improvisierende Umlaufbahn katapultieren.
Hervorhebenswert sei das Spiel des Schlagzeugers, das er mit Nuancen von Schlägen auf mehreren perkussiven Objekten zum Ausdruck bringe und klug auf die Impulse der beiden Musikerinnen reagiere, schrieb Jean-Michel Van Schouwburg in seinem Blog orynx-improvandsounds. Auch sei viel Raum für das Coll’arco-Spiel und die bemerkenswerten Nuancen in den von Joëlle Léandre projizierten Intensitäten und Vibrationen. Die Pianistin mische sich gekonnt in den Austausch über den Resonanzboden ein, der auf eine luftige, poetische Art und Weise angeregt werde. Im Laufe der Zeit wird bei grollenden, vibrierenden Glissandi Harniks perlmuttartiges Tastenspiel eingeladen, das dieses „repetitive“ wellenförmige Wirbeln initiiere, dessen Geheimnis nur sie kennt. Die Klang-Landschaft entwickle sich wie auf einer Reise in aller spontaner Musikalität; es spiele sich ab und mit Nuancen in der Dynamik. Hier erlebe man eine Laborwerkstatt, in der sich Formeln auflösen, Ideen verschwinden und das Spiel wirklich Spaß mache.
Das 17-minütige Eröffnungsstück unterstreicht bereits die pure Magie dieser Aufführung., schrieb Eyal Hareuveni in Salt Peanuts. Léandre sei eine solche Naturgewalt und ihr energetisches Arco-Spiel des Kontrabasses löse einen gleichgesinnten, ausdrucksstarken und dennoch unvorhersehbaren Ideenstrom Harniks aus, die oft mit  Objekten im Inneren des Klaviers spielt, und Kaučič mit seinem einfallsreichen Satz perkussiver Instrumente. Alle drei seien von dieser tiefgründigen und meisterhaften Klangpoesie – oder Klangmalerei – und dem spontanen Komponieren besessen. Es gebe dennoch genügend Raum für einzelne Soli und Duette, die die eigenwilligen, fantasievollen Idiome von Léandre, Harnik und Kaučič hervorheben. Léandres wortloser Gesang verleihe dem kompromisslosen Tumult eine dadaistische Dimension. Die folgenden, kürzeren freien Improvisationen würden auf verschiedene Strategien freier Improvisationen hindeuten, die in einer verführerischen Art von Post-kammermusikalischen Tänzen ständig zwischen spielerisch und klangorientiert wechseln. Léandre  würde diesem brillanten, erhebenden musikalischen Fest einen kraftvollen, lyrischen Abschluss setzen.